# Péterffy András
Péterffy András (Monor, 1946. október 30. –) filmrendező, operatőr, producer, egyetemi tanár.

## Életpályája
1966–1971 között az Eötvös Loránd Tudományegyetem Bölcsészettudományi Karának angol-magyar szakos diákja volt. 1972–1976 között a Színház- és Filmművészeti Főiskola film- és televízió operatőr szakos hallgatója volt. 1976 óta a Mafilm operatőre. 1988 óta az ELTE videókommunikáció szakvezető egyetemi tanára. 1991–1994 között a Movi igazgatója volt. 1996–2001 között a Magyar Televízió közművelődési főszerkesztője volt. 2005–2007 között a Magyar Televízió főmunkatársa volt.
Az EBU (European Broadcasting Union Education Committee) tagja. Az Euromozaik Alapítvány elnöke, a Magyar Történelmi Film Közalapítvány kurátora. A MADE és a FILMKÖR vezetőségi tagja, zsűritag több fesztiválon (Japan Prize, Basel Educational Filmfestival). A Filmtett szerkesztőbizottsági tagja, valamint a Filmművész Szövetség tagja.

## Családja
Szülei: Dr. Péterffy Gusztáv orvos (1903–1969) és Borsányi Mária. Három testvére van: Ágnes, Ágoston és István. 1974-ben házasságot kötött Szakáts Ildikóval. Két gyermekük született; Borbála (1979) és Bálint (1981).

## Filmjei
- Adalék (1974)
- Larkin (1975)
- A tárgyilagos kép (1977)
- Képek kettős keretben (1979)
- Leleplezés (1979)
- Térmetszés (1979)
- Iskolapélda (1980)
- Hol vagyok én? (1981)
- Nyom nélkül (1982)
- Holtpont (1983)
- Látomás az üveggyárban (1983)
- Eszterlánc (1985)
- Itt már nem lakik senki (1987)
- A magam ura… (1988)
- Békesség e háznak (1989)
- Ki is ez az ember tulajdonképpen? (1990)
- A misszió (1991)
- Embernagy szobrok (1991)
- A kincskereső iskola (1992)
- Fedél a fejönk felett (1993)
- Kincskereső iskola (1995)
- A jövendő számon kér… (1995)
- István, a szent király (2000)
- Északföld (2001)
- A függöny mögött (2001)
- A brassói pályaudvar (2002)
- Európa közepe (2002)
- Játék-film (2002)
- Ásványok és emberek (2003)
- Brassói pályaudvar (2004)
- Levél a csillagvilágba (2004)
- Az egyelemű halmaz (2005)
- A vaddió árnyéka (2005)
- Sínjárók (2007)
- A neveletlen falu (2007)
- Millennium szobrásza (2009)
- JazzEmber (2010)
- A leghosszabb film (2012)

## Díjai, elismerései
- Balázs Béla-díj (2012)
- A Magyar Érdemrend lovagkeresztje (2024)